# Kerk van Nieuwolda
De kerk van Nieuwolda is een hervormde kerk in het dorp Nieuwolda in de gemeente Oldambt in de Nederlandse provincie Groningen. Sinds 2004 behoort zij tot de Protestantse Kerk in Nederland,

## Kerkgebouw en toren
Het kerkgebouw is eenbeukig met driezijdige sluiting, daterend uit 1718, mogelijk gebouwd door de Groningse stadsbouwmeester Allert Meijer, die datzelfde jaar in elk geval de preekstoel maakte. Een bijzonderheid vormen de concaaf uitzwenkende steunberen tegen de zijmuren, die de kerk gemeen heeft met de Margaretha Hardenbergkerk in Wildervank (1687), de kerk van Kropswolde (1773) en de kerk van Solwerd (1783),, en ook met de ook door Meijer gebouwde toren (1713-1718) van de Der Aa-kerk in de stad Groningen. Zij vormen vermoedelijk een toespeling op de Tempel van Salomo in Jeruzalem, waarvan in de zeventiende eeuw reconstructies waren gemaakt die zulke steunberen bezaten, van de hand van onder meer de Spaanse Jezuïetenpater Juan Bautista Villalpando en de joodse Amsterdamse geleerde Jacob Juda Leon.
De vrijstaande houten klokkenstoel werd in 1765 vervangen door een aangebouwde toren met een gebogen ingesnoerde torenspits. Op die torenspits staat geen weerhaan, maar een zeemeermin, als verwijzing naar de Dollard die in de loop der eeuwen op de zee is teruggewonnen. De luidklokken dateren uit 1775 en 1812. De preekstoel heeft panelen met houtsnijwerk tussen gecanneleerde pijlers, een cartouche en een klankbord. Ook het kerkmeubilair is oorspronkelijk 18e-eeuws.
De kerk werd in 1904 gerestaureerd door de architect C.H. Peters en opnieuw in de jaren 1976-1978. De kerk is een rijksmonument. 

## Orgel
Het orgel van deze kerk neemt in het Groninger orgellandschap een unieke positie in. Het werd in 1787 vervaardigd door de orgelbouwer Johann Friedrich Wenthin uit Emden en staat op een gezwenkt oksaal met lezenaar. De orgelkas is in rococostijl. Het instrument werd jarenlang onderhouden door de firma Lohman en in 1874 gewijzigd door Roelf Meijer. Ook diens leerling Jan Doornbos (bijgenaamd 'Jan Avontuur' vanwege zijn weinig scrupuleuze omgang met materialen) heeft vaak aan dit orgel gewerkt. In 1998-2001 is het gerestaureerd door het bedrijf Mense Ruiter Orgelmakers. Er zijn twee manualen, 19 registers en een aangehangen pedaal. 

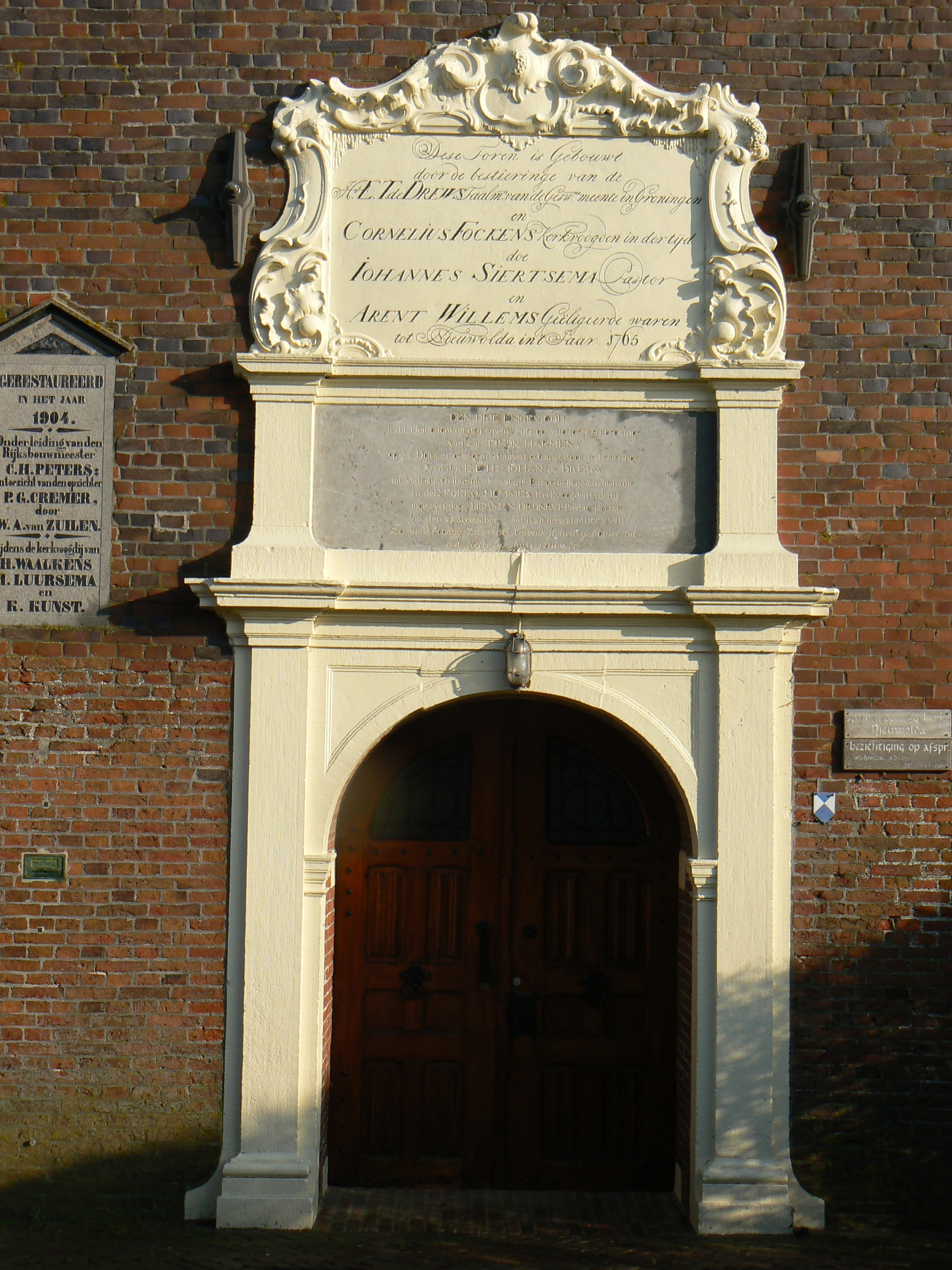
Ingang van de toren aan de westzijde
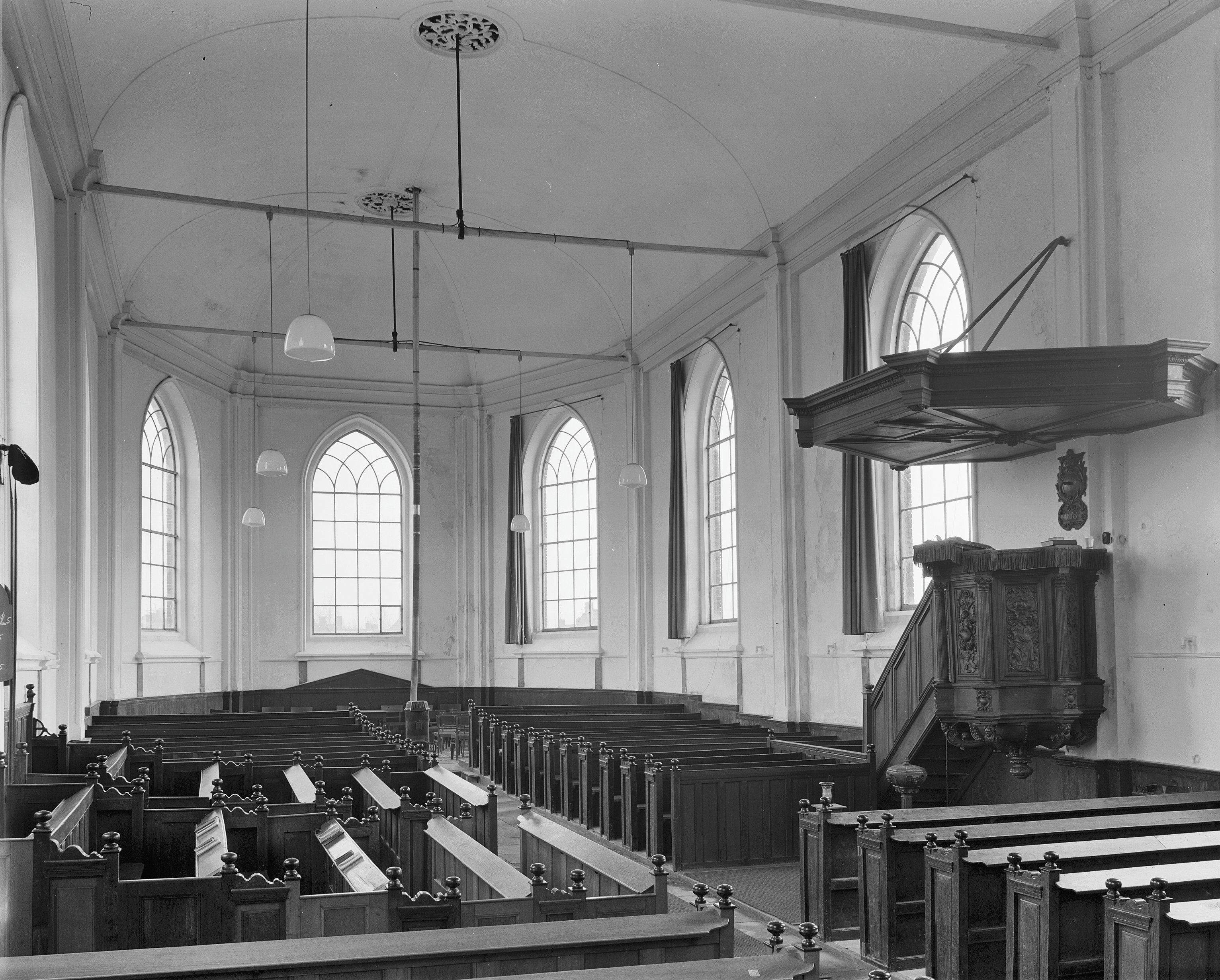
Interieur met preekstoel
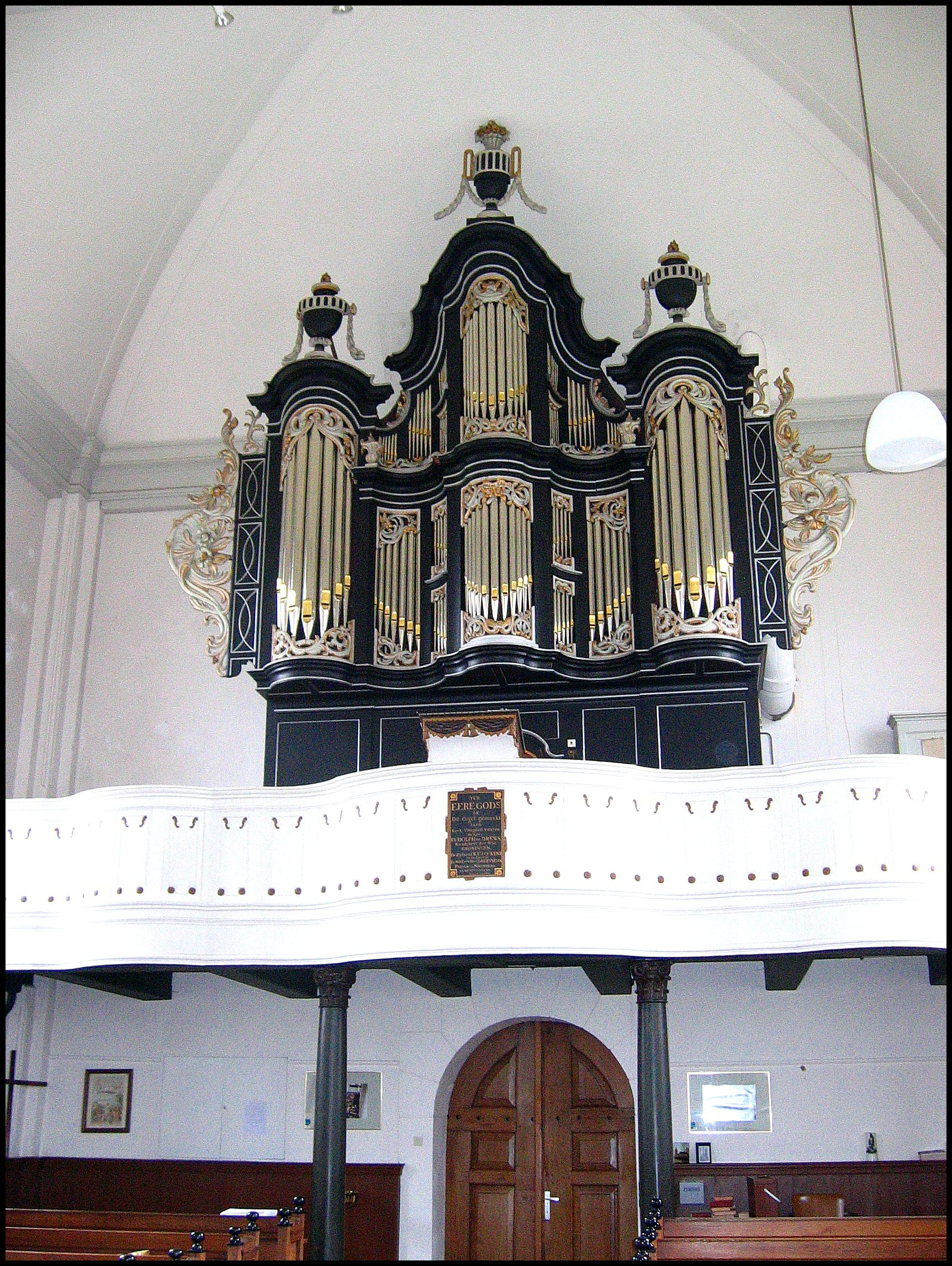
Wenthin-orgel uit 1787